# Corlandus
Corlandus est un cheval hongre de dressage de robe baie et de race Holstein, monté par Margit Otto-Crépin, qui a couru sous les couleurs françaises. Il est à moitié français, puisque son père, Cor de la Bryère, est un Selle français. Il meurt le 20 novembre 2001.

## Palmarès
- 1987 : médaille d'or aux championnats d'Europe
- 1988 : médaille d'argent en individuel aux Jeux olympiques de Séoul
- 1989 : 1er de la coupe du monde de dressage à Göteborg en Suède.